# حبیب‌الله اسماعیلی
حبیب اله اسماعیلی مورخ و نویسنده ایرانی است. هم‌اکنون سردبیر «کتاب ماه تاریخ و جغرافیا» است و منیر قادری معاون او بود.

## فهرست کتاب‌های منتشرشده
کلیمیان و ارامنه در اسناد مجلس شورای ملّی (دوره‌های دوم تا پنجم)
- جستارهایی در تاریخ و تاریخ‌نگاری (۲ جلد)